# Saint-Quentin-sur-le-Homme
Saint-Quentin-sur-le-Homme é uma comuna francesa na região administrativa da Normandia, no departamento Mancha. Estende-se por uma área de 16,78 km². Em 2010 a comuna tinha 1 351 habitantes (densidade: 80,5 hab./km²).